# Kruilier
Een kruilier wordt op windmolens gebruikt om het gevlucht op de wind te kruien. Doordat bij een kruilier de overbrenging via tandwielen kleiner wordt, gaat het kruien veel lichter. Men kan met de hand met een kruilier ongeveer acht keer zoveel kracht op de kruiketting uitoefenen als bij een direct op de munnik gemonteerd kruirad, afhankelijk van de overbrenging. Meestal wordt een kruilier met een slinger bediend, maar er zijn ook uitvoeringen met een kruirad. Dat is dan vrijwel altijd kleiner dan een kruirad dat zonder overbrenging werkt. Het blok onderaan de staart van de molen waarin de kruilier is gemonteerd, wordt de kruibok genoemd.
Er zijn de volgende twee systemen met een kruilier:
- een eindige ketting, staaldraad of reep
- een rondgaande ketting

## Eindige ketting
Bij een eindige ketting wordt de ketting met de kruilier om een as opgerold. Als deze bijna helemaal is opgerold moet deze eerst weer afgerold worden alvorens verder gekruid kan worden.

## Rondgaande ketting
Bij een rondgaande kruiketting hoeft de ketting niet telkens afgerold en verlegd te worden. Aan de stelling is een rondgaande ketting vastgemaakt, die via gietijzeren wielen door de kruilier loopt.  

## Fotogalerij

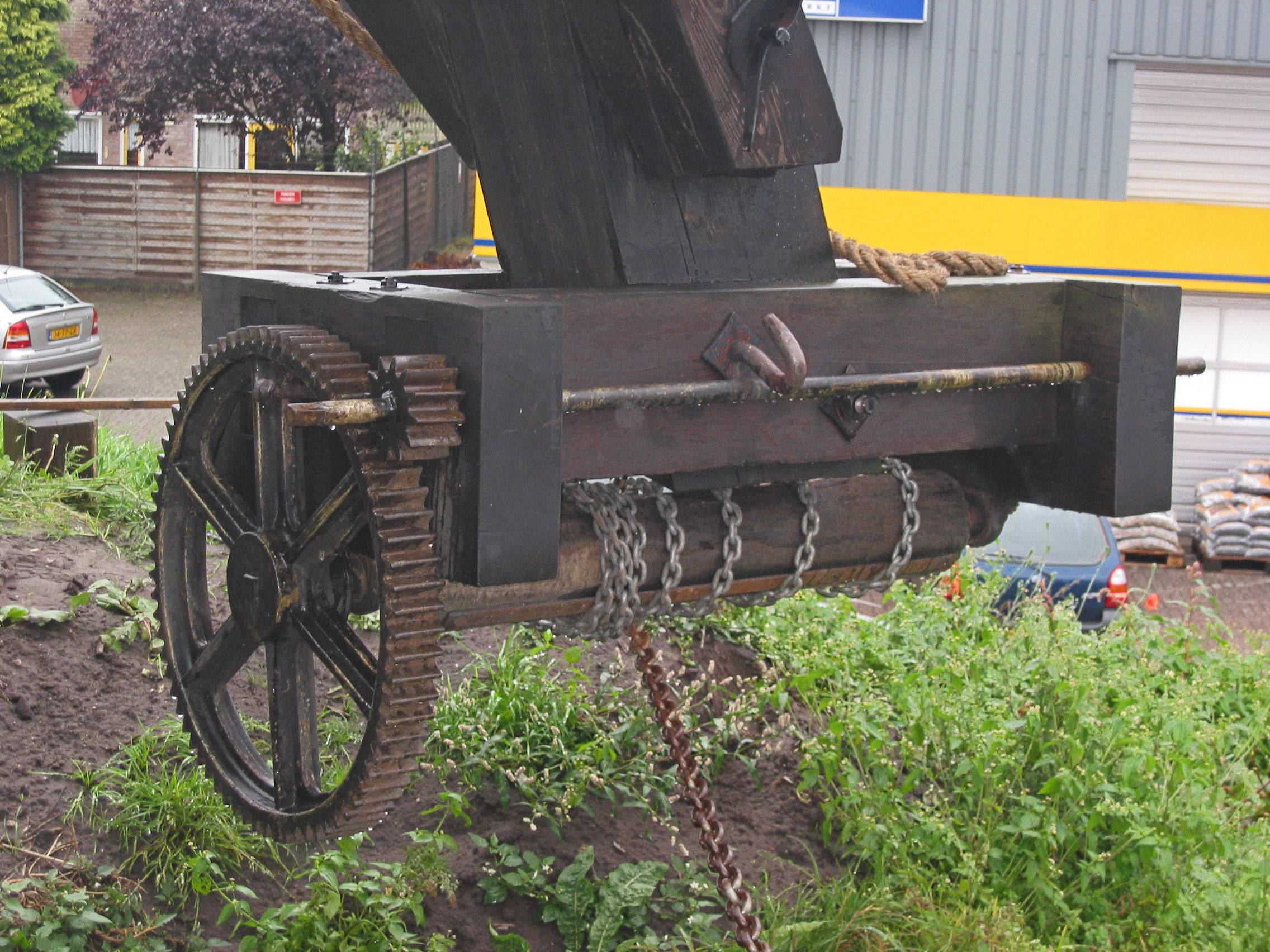
Kruilier van de Holten's Molen
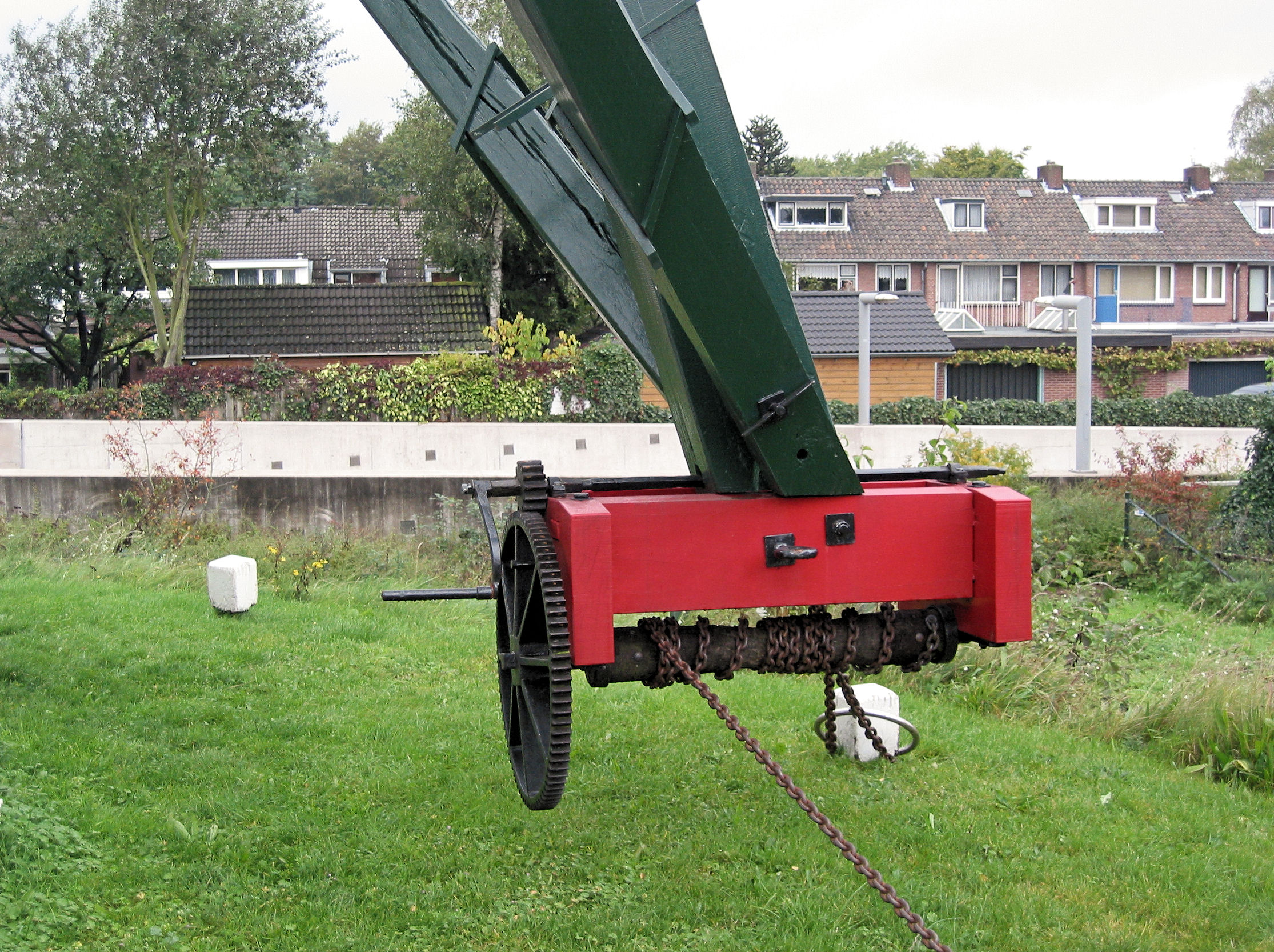
Kruilier van 't Nupke
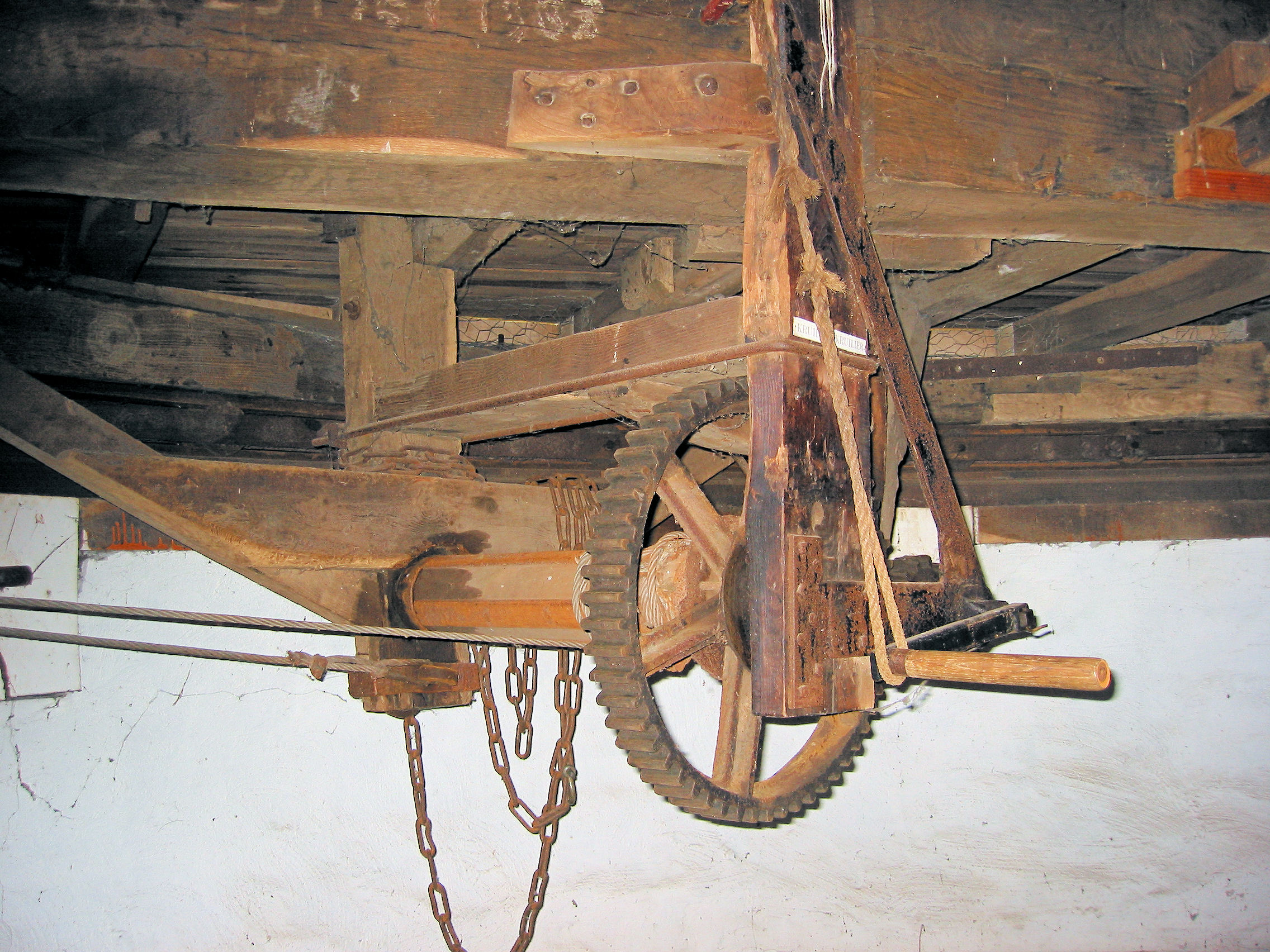
Binnenkruilier van De Zwaan Lienden
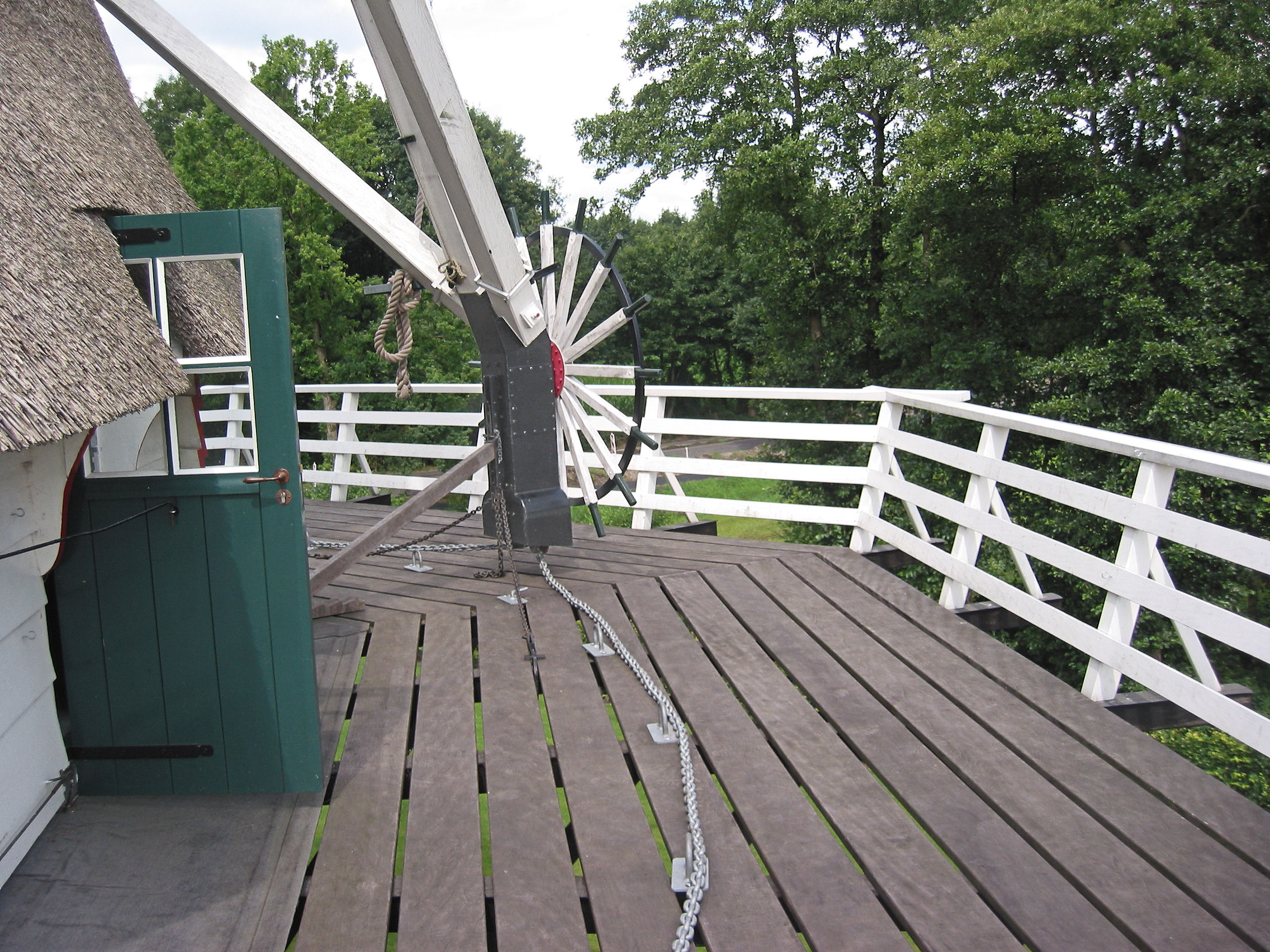
Kruilier met rondgaande kruiketting van de De Hoop Appel
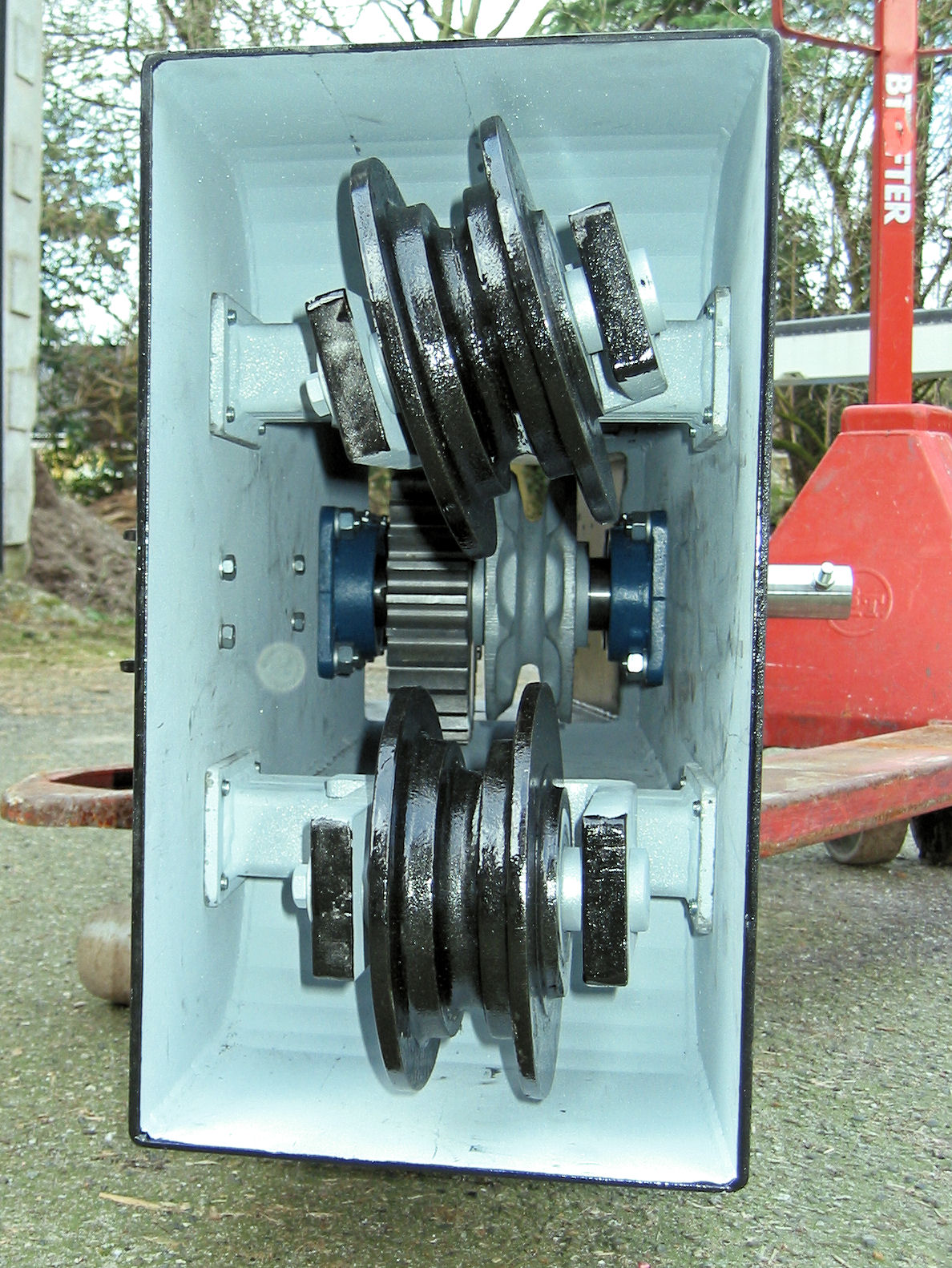
Onderkant kruilier voor rondgaande ketting van de Concordia molen
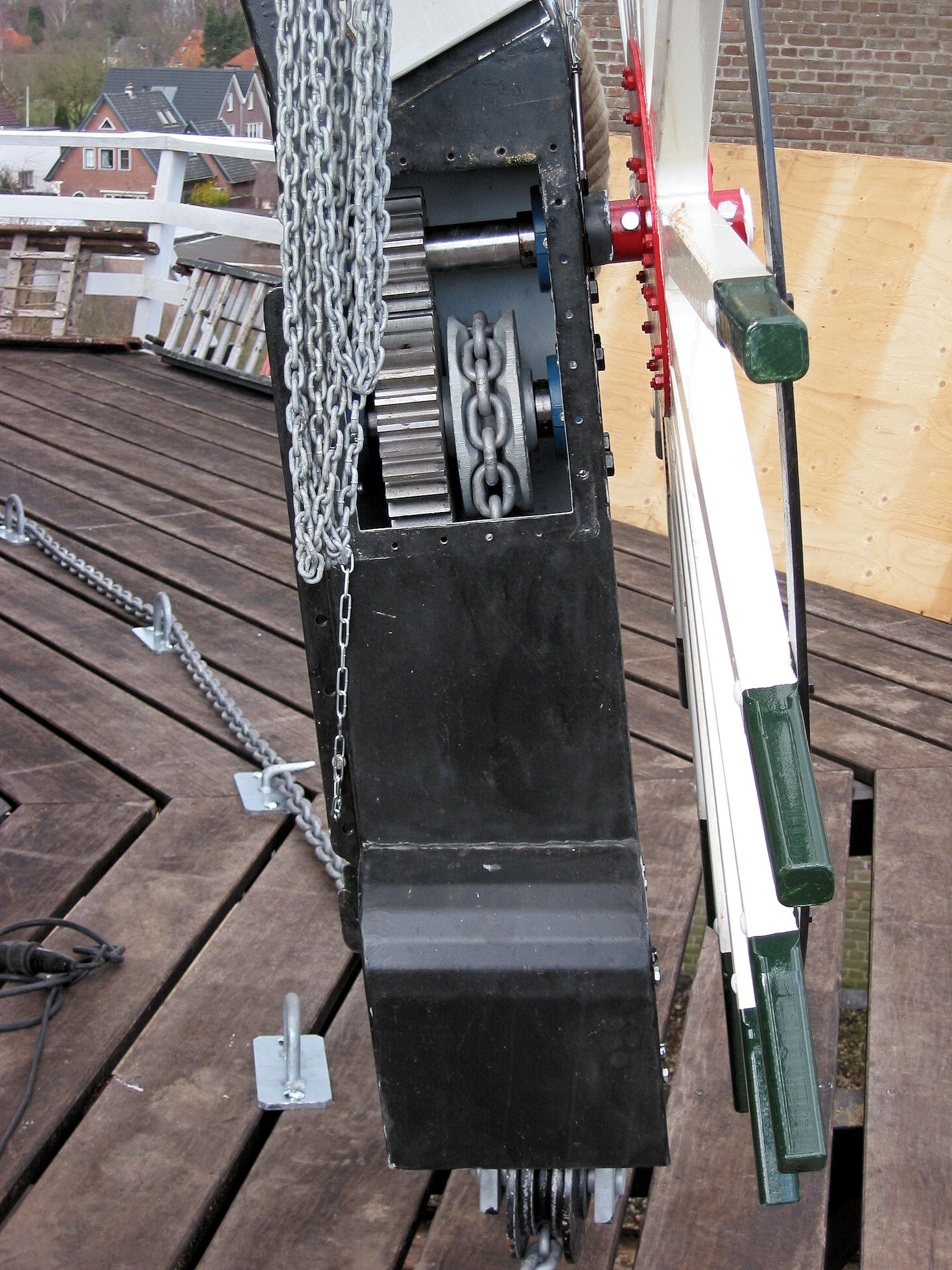
Binnenwerk kruilier met rondgaande ketting van de Concordia molen
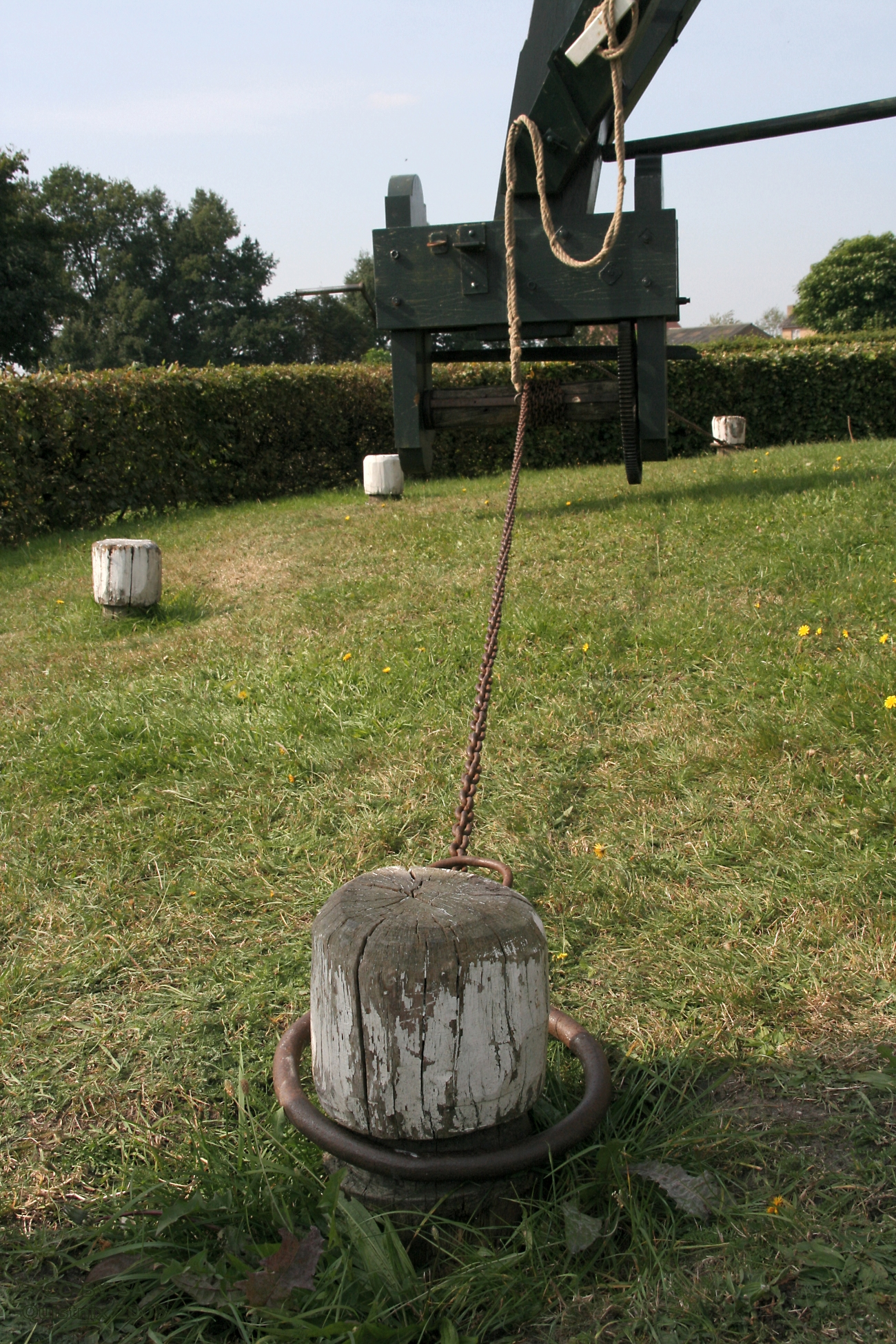
Kruilier met kruiketting van de korenmolen van Hapert
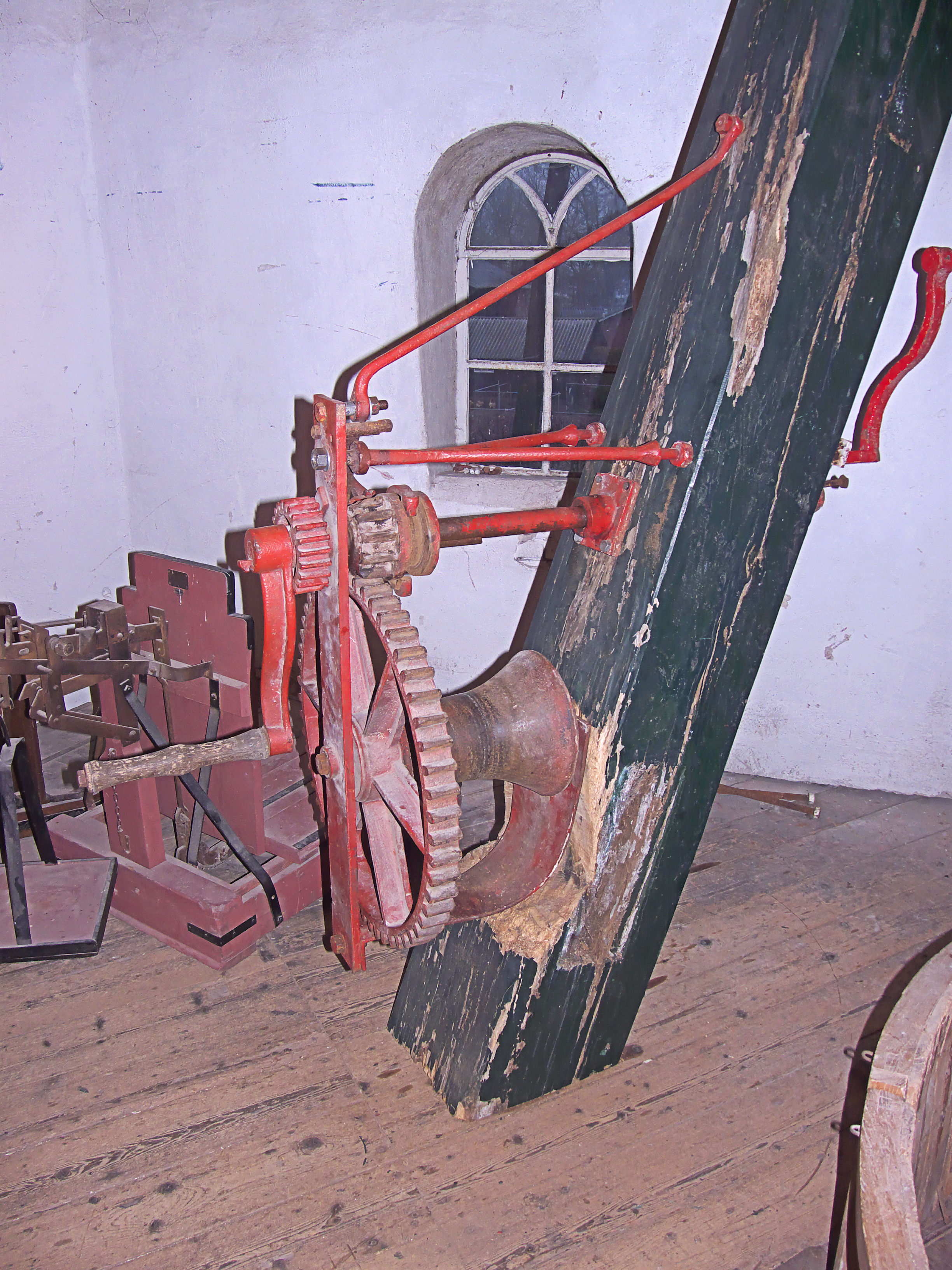
Oude kruilier Walderveense molen